# Rex Walters
Rex Andrew Walters (Omaha, Nebraska, 12 de marzo de 1970) es un exjugador y entrenador de baloncesto estadounidense que disputó siete temporadas en la NBA. Con 1,93 metros de estatura, jugaba en la posición de escolta.

## Trayectoria deportiva

### Universidad
Walters jugó en la Universidad de Northwestern durante dos temporadas, antes de ingresar en la Universidad de Kansas, donde estuvo otras dos. Tras una primera temporada decepcionante con los Wildcats de Northwestern, explotó como jugador en su año sophomore tras promediar 17.6 puntos, 2.7 rebotes y 4.5 asistencias. Sin embargo, tuvo que cambiar de aires y marcharse con los Jayhawks de la Universidad de Kansas. En la temporada 1991-92 mantuvo sus prestaciones con 16 puntos, 3.3 rebotes y 3.9 asistencias. Su gran temporada llegó en la 1992-93, donde alcanzó con los Jayhawks la Final Four de la NCAA en 2003. Allí cayeron en semifinales ante Michigan.
En total, durante sus cuatro años de carrera universitaria, Walters promedió 13.4 puntos, 2.4 rebotes y 3.6 asistencias.

### Profesional
Walters fue elegido en el puesto 16 del Draft de la NBA de 1993 por New Jersey Nets. Rex jugó en la NBA desde 1993 hasta 2000. En su primera temporada en los Nets promedió 3.4 puntos y 1.5 asistencias. En la temporada 1994-95, su segunda en la liga, mejoró sus números con 6.5 puntos, 1.2 rebotes y 1.5 asistencias. En 1994, Walters tuvo un pequeño papel en la película Blue Chips. En la 1995-96 fue traspasado a Philadelphia 76ers. En la temporada 1996-97 firmó su mejor año en la liga, con 6.8 puntos, 1.8 rebotes y 1.9 asistencias de promedio. Comenzada la temporada 1997-98 fue traspasado a Miami Heat, donde puso fin su carrera en la temporada 1999-00.
Después de la NBA, Walters jugó en la ACB con el Baloncesto León y el CB Gran Canaria, donde diversos problemas físicos no le permitieron rendir al nivel que se le exigía.

### Entrenador
De 2003 a 2005 comenzó su carrera como entrenador asistente en la Universidad de Valparaíso. En la temporada 2005-06 hizo lo propio con la Universidad de Florida Atlantic. En 2006 cogió las riendas del equipo como entrenador principal hasta 2008. En abril de ese mismo año, aceptó una oferta para dirigir a la Universidad de San Francisco.
En junio de 2016 fue nombrado entrenador de los Grand Rapids Drive de la NBA D-League.
El 1 de julio de 2017, se une como asistente al cuerpo técnico de Stan Van Gundy en los Detroit Pistons.
Para la temporada 2018-19 es contratado como asistente de Eric Musselman en la universidad de Nevada.
En mayo de 2019 se une a la universidad de Wake Forest como asistente de Danny Manning.
El 16 de noviembre de 2020, firma como asistente de los New Orleans Pelicans.
El 2 de agosto de 2022, es contratado como asistente de los Charlotte Hornets.

## Estadísticas de su carrera en la NBA

### Temporada regular
| Año     | Equipo       | PJ  | PT | MPP  | %TC  | %3P  | %TL   | RPP | APP | ROB | TPP | PPP |
| ------- | ------------ | --- | -- | ---- | ---- | ---- | ----- | --- | --- | --- | --- | --- |
| 1993-94 | New Jersey   | 48  | 0  | 8.0  | .522 | .500 | .824  | .8  | 1.5 | .3  | .1  | 3.4 |
| 1994-95 | New Jersey   | 80  | 30 | 17.9 | .439 | .362 | .769  | 1.2 | 1.5 | .5  | .2  | 6.5 |
| 1995-96 | New Jersey   | 11  | 0  | 7.9  | .364 | .250 | 1.000 | .6  | 1.0 | .3  | .0  | 3.0 |
| 1995-96 | Philadelphia | 33  | 8  | 15.8 | .426 | .352 | .783  | 1.8 | 1.9 | .5  | .1  | 4.6 |
| 1996-97 | Philadelphia | 59  | 16 | 17.6 | .455 | .385 | .790  | 1.8 | 1.9 | .5  | .1  | 6.8 |
| 1997-98 | Philadelphia | 19  | 0  | 6.7  | .379 | .214 | 1.000 | .5  | 1.1 | .3  | .0  | 2.2 |
| 1997-98 | Miami        | 19  | 0  | 5.7  | .542 | .375 | .818  | .8  | .7  | .2  | .1  | 2.0 |
| 1998-99 | Miami        | 33  | 13 | 15.3 | .368 | .316 | .826  | 1.5 | 1.8 | .3  | .1  | 3.1 |
| 1999-00 | Miami        | 33  | 0  | 11.8 | .418 | .250 | .750  | 1.1 | 2.0 | .2  | .0  | 2.8 |
| Total   | Total        | 335 | 67 | 13.7 | .441 | .361 | .809  | 1.2 | 1.7 | .4  | .1  | 4.6 |

### Playoffs
| Año   | Equipo     | PJ | PT | MPP | %TC   | %3P  | %TL | RPP | APP | ROB | TPP | PPP |
| ----- | ---------- | -- | -- | --- | ----- | ---- | --- | --- | --- | --- | --- | --- |
| 1994  | New Jersey | 1  | 0  | 1.0 | 1.000 | —    | —   | .0  | .0  | .0  | .0  | 2.0 |
| 1999  | Miami      | 3  | 0  | 4.3 | .000  | .000 | —   | .0  | 1.3 | .0  | .0  | .0  |
| Total | Total      | 4  | 0  | 3.5 | .250  | .000 | —   | .0  | 1.0 | .0  | .0  | .5  |